# Pancreatite hereditária
Pancreatite hereditária é uma doença que afeta a produção enzimática no pâncreas. Uma mutação no gene que codifica o tripsinogênio o torna resistente a inativação por autólise quando este é ativado prematuramente no interior do pâncreas. Normalmente o mecanismo de autólise previne que o tripsinogênio seja ativado dentro do fígado. Porém, quando o tripsinogênio anormal é ativado, este acaba por desencadear a ativação em cascata de todo o restante do tripsinogênio no pâncreas causando assim a digestão interna.

## Tratamento e sintomas
O sintomas normalmente são os mesmos apresentados na pancreatite aguda, incluindo dor abdominal severa, vômito e diarréia. Não há tratamento para a doença, embora complicações como má nutrição possam ser tratadas com enzimas pancreáticas suplementares.